# Lichenomorphus montealegrezi
Lichenomorphus montealegrezi is een rechtvleugelig insect uit de familie sabelsprinkhanen (Tettigoniidae). De wetenschappelijke naam van deze soort is voor het eerst geldig gepubliceerd in 2011 door Cadena-Castañeda.